# باكمان جونز

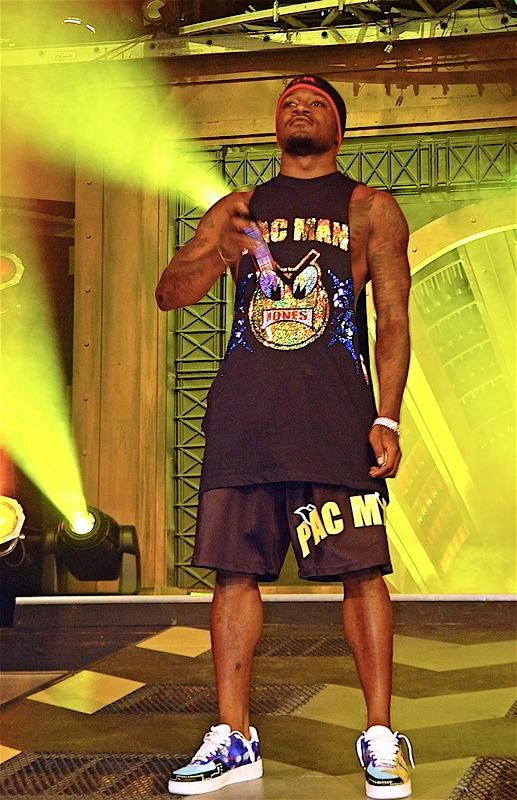
باكمان جونز في منظمة المصارعة تي إن إيه

آدم «باك-مان» بردنارد جونز (بالإنجليزية: Adam "Pac-man" Brednand Jones) (ولد 30 سبتمبر، 1983) هو لاعب كرة قدم أمريكية أمريكي يلعب في دوري كرة القدم الأمريكية (إن إف إل) يلعب حاليًا لفريق سينسيناتي بنغالز. هو مصارع أمريكي محترف معتزل يعرف من أيامه في منظمة توتال نونستوب أكشن ريسلينغ (تي إن إيه) حين ظهر باسم «ادم»باك مان«جونز» حيث فاز ببطولة تي إن إيه العالمية للفرق الثنائية مع رون كيلينغز مرة واحدة عندما كان اسم فريقهما «تيم باك مان» عام 2007.

## المسيرة في مصارعة المحترفين
في 30 يوليو 2007، أُعلن أن جونز سيلعب مصارعة المحترفين في منظمة توتال نونستوب أكشن ريسلينغ (تي إن إيه) بعد أن تم إيقافه من اللعب في دوري كرة القدم لمدة سنة. عندما انتشرت الأخبار، قال مدرب فريق تيتان جيف فيشر أن هناك احتمالية لمنع جونز من اللعب في مصارعة المحترفين بسبب عقده في كرة القدم. تم الاتفاق خلال المفاوضات على ألا يلعب جونز المصارعة وأن يكتفي فقط بالظهور في تي إن إيه. في 6 أغسطس، أكد موقع تي إن إيه الرسمي خبر توقيع العقد. وبعد مقابلات جرت بين جونز وجيف جاريت، أحد نواب رئيس تي إن إيه، أوضح جونز أنه يريد أن يلعب المصارعة في فريق ثنائي.
وبعد بعض الجدل القانوني، اتفُق على ظهور جونز بالشركة، ولكن في دورٍ غير مادي فقط. تم تكوين فريق ثنائي بينه وبين رون "ذا تروث" كيلينغز وكان اسم فريقهما هو «تيم باك مان». لقد فاز بحزام بطولة تي إن إيه العالمية للفرق الثنائية مع كيلنقيز عندما تغلبا على الأبطال كيرت أنغل وستينغ. وبسبب عدم السماح لجونز بالظهور في الحلبة، تم وضع رشيد لوسيس "كونيسكونيس" كريد في الفريق ليصارع نيابةً عنه. خسر كريد وكيلينغز البطولة لإيه جاي ستايلز وتومكو في حدث باوند فور غلوري 2007.
انتهى عقد جونز مع تي إن إيه في 15 أكتوبر 2007 ولم يُجدد عقده، مما أجبره على «اعتزال» المصارعة.

### بطولات وجوائز
- توتال نونستوب أكشن ريسلينغ
  - بطولة تي إن إيه العالمية للفرق الثنائية (مرة)- مع رون كيلينغز وكونيسكونيس كريد

## وصلات خارجية
- سيرة باك مان في فريق تينيسي تيتان
- باكمان جونز على موقع IMDb (الإنجليزية)
- باكمان جونز على موقع إن إن دي بي (الإنجليزية)
- باكمان جونز على موقع قاعدة بيانات الفيلم (الإنجليزية)
- باكمان جونز على موقع كينوبويسك (الروسية)